# Bernard Cazeneuve
Pour les articles homonymes, voir Cazeneuve.
Bernard Cazeneuve, né le 2 juin 1963 à Senlis (Oise), est un homme d’État français. Longtemps membre du Parti socialiste, il est Premier ministre du 6 décembre 2016 au 15 mai 2017, sous la présidence de François Hollande.
Il est député de la Manche entre 1997 et 2017, maire d'Octeville de 1995 à 2000 puis de Cherbourg-Octeville de 2001 à 2012, et président de la communauté urbaine de Cherbourg de 2008 à 2012.
En 2012, il est nommé ministre délégué aux Affaires européennes dans le gouvernement Ayrault. L'année suivante, il devient ministre délégué au Budget, à la suite de la démission de Jérôme Cahuzac. Ministre de l'Intérieur dans les gouvernements Valls I et II (2014-2016), il est confronté à une vague inédite de terrorisme islamiste.
À la fin de l'année 2016, Manuel Valls ayant démissionné pour se présenter à la primaire socialiste de 2017, Bernard Cazeneuve lui succède comme Premier ministre. Il gouverne en pleine campagne présidentielle et doit notamment faire face à un mouvement social en Guyane. Il démissionne après la victoire d'Emmanuel Macron, puis rejoint comme associé le cabinet d'avocat August Debouzy.
En 2022, en désaccord avec l'alliance conclue entre le PS et La France insoumise pour les élections législatives, il quitte le Parti socialiste et lance l'année suivante un nouveau mouvement, « La Convention ».

## Vie privée et études

### Origines et famille
Bernard Guy Georges Cazeneuve est le fils de pieds-noirs d'Algérie, Gérard Cazeneuve, instituteur dans le quartier de Châteauneuf, dans la commune d’El Biar, près d’Alger, puis à Senlis (Oise), et Danièle Varailhon, « marxistes et de gauche ». Son père était responsable du Parti socialiste dans l'Oise.

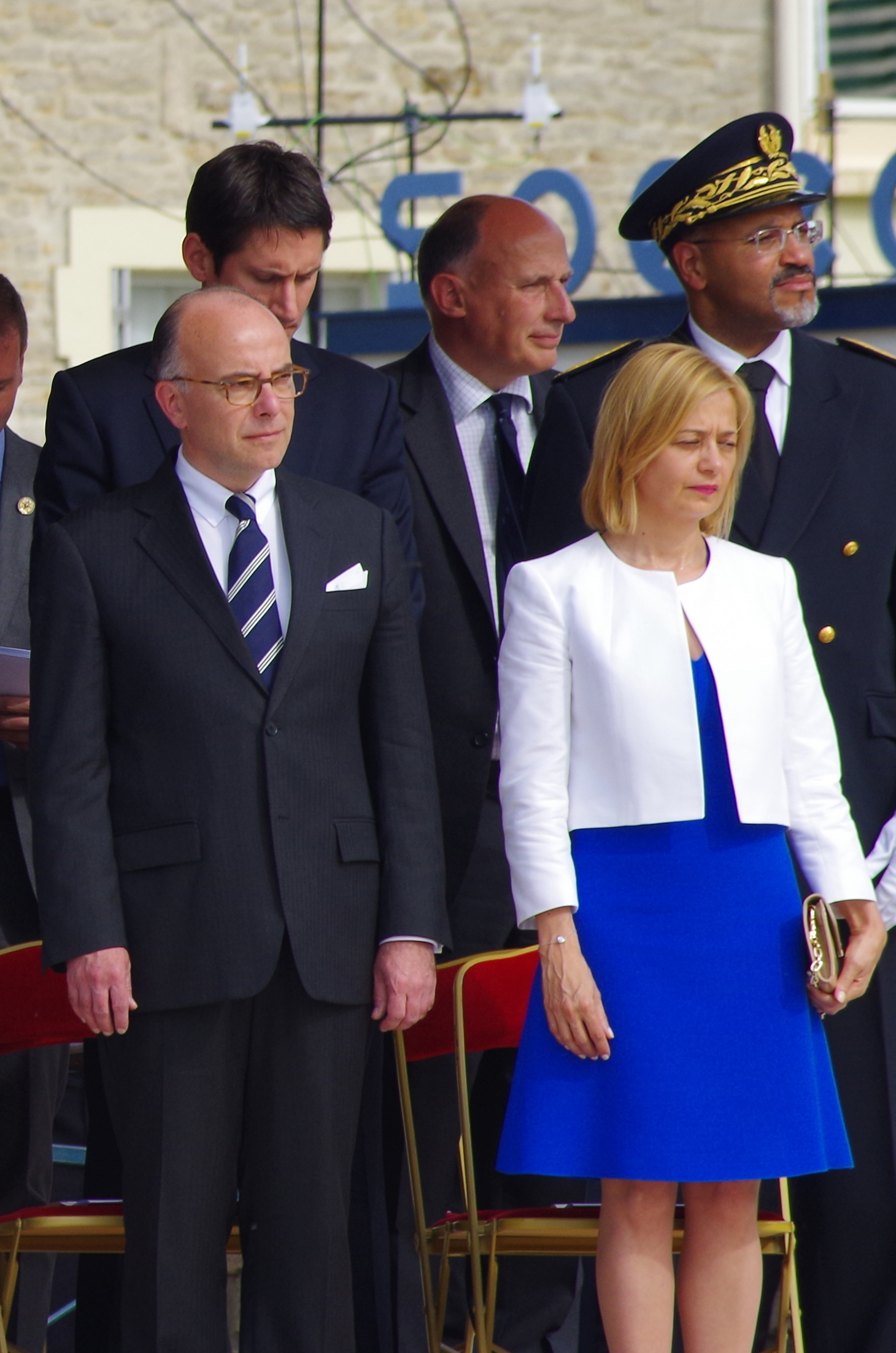
Bernard et Véronique Cazeneuve lors des commémorations à l'occasion du du débarquement de Normandie en juin 2014 à Arromanches-les-Bains (Calvados).

Le 12 août 1995, Bernard Cazeneuve épouse Véronique Beau, directrice d’une maison d’édition pour enfants, avec laquelle il a deux enfants : Nathan et Mona. Après une séparation de trois ans et un divorce, au début du quinquennat de François Hollande, ils se remarient le 12 août 2015,,. Véronique Cazeneuve meurt en juin 2024 des suites d'une longue maladie,.
En septembre 2020, interrogé par La Croix, Bernard Cazeneuve se décrit comme « plutôt agnostique ».

### Scolarité
Bernard Cazeneuve fait toute sa scolarité à Creil, dans l'Oise. Il est d'abord élève de l’école Jean-Biondi, où son père est nommé au début des années 1960. Il étudie ensuite à l'école Descartes, au collège Havez puis au lycée Jules-Uhry,.
Il est ensuite admis à l'Institut d'études politiques de Bordeaux (diplômé de la promotion 1985). Il est par ailleurs titulaire d’une maîtrise en droit public de l'université de Caen-Basse-Normandie.

## Parcours professionnel et politique

### Ascension

#### Premières adhésions (années 1980)
À l'IEP de Bordeaux, Bernard Cazeneuve dirige la fédération du mouvement des Jeunes radicaux de gauche de Gironde, créé en 1983. Il est membre du bureau national du Mouvement des radicaux de gauche (MRG) de 1985 à 1987.
En 1987, Bernard Cazeneuve adhère au Parti socialiste.

#### Juriste et conseiller (années 1990)
Il entame une carrière de juriste à la Banque populaire, avant d'intégrer les cabinets ministériels. Il devient ainsi conseiller technique au cabinet de Thierry de Beaucé, secrétaire d'État chargé des Relations culturelles internationales en 1991, puis chef de cabinet d'Alain Vivien, secrétaire d'État chargé des Affaires étrangères, en 1992, et de Charles Josselin, secrétaire d'État à la Mer, en 1993. À cette date, il est nommé secrétaire général du Conseil supérieur de la navigation de plaisance et des sports nautiques.

#### Implantation dans la Manche (1994-2012)
Homme d'appareil, proche du courant fabiusien, il est « parachuté » en 1994 dans le canton de Cherbourg-Sud-Ouest pour mettre fin aux divisions socialistes locales, qui avaient fait perdre la mairie du chef-lieu en 1989. Élu conseiller général, il reprend la mairie d'Octeville à la droite en 1995 puis est élu député de la cinquième circonscription de la Manche en juin 1997.
Il mène campagne pour le « Grand Cherbourg », qui doit conduire à la fusion des six communes de l'agglomération cherbourgeoise. Le référendum local aboutit à la réunion de Cherbourg et Octeville. En 2001, un an après la création de la nouvelle commune, il en est élu maire, devançant la liste RPR conduite par Jean Lemière. Son ascension est interrompue par la perte de son mandat de député au profit de ce dernier aux élections législatives de 2002.
Élu juge titulaire à la Haute Cour de justice et à la Cour de justice de la République pour la durée de son premier mandat de parlementaire, il poursuit en parallèle une carrière juridique, étant inscrit à partir de 2003 au barreau de Cherbourg-Octeville. Au milieu des années 2000, il rejoint, en qualité d’avocat non associé, l'équipe « public, réglementaire et concurrence » du cabinet parisien de droit des affaires August Debouzy,.
En 2004, François Hollande doit le convaincre de prendre la tête de la liste manchoise de l'élection régionale en Basse-Normandie après la défection de Jean-Pierre Godefroy. Mais, fervent partisan de l'énergie nucléaire, dans un département où sont implantés la centrale nucléaire de Flamanville, l'usine de retraitement de la Hague et l'arsenal de Cherbourg, ses prises de position, notamment en faveur de l'implantation de l'EPR dans le Cotentin, confirment le divorce des socialistes avec les Verts, qui s'unissent aux Radicaux de gauche pour le premier tour. Élu conseiller régional, il est, sous la présidence de Philippe Duron, premier vice-président du conseil régional. Il défend le « non » au référendum sur le traité constitutionnel européen en 2005.
Il se présente aux élections législatives de 2007, à l’issue desquelles, ayant obtenu 59 % des suffrages exprimés, il retrouve son siège de député face au sortant UMP de la 5e circonscription de la Manche, Jean Lemière. Il démissionne alors de son mandat régional.
Face à une droite divisée, il conduit en 2008 une liste d'union de la gauche qui l’emporte au premier tour des élections municipales à Cherbourg-Octeville, ce qui lui permet d’être réélu maire par le nouveau conseil municipal. Dans la foulée, il prend la présidence de la communauté urbaine de Cherbourg en avril suivant. Il poursuit son souhait d'accentuer le caractère maritime de Cherbourg-Octeville, à travers l'organisation de festivités nautiques (courses internationales de voile), et d'engager la revitalisation de la ville unifiée par une opération de rénovation urbaine autour des quartiers des Bassins et des Provinces, alliant projets commerciaux, culturels et urbains (aménagement urbain et rénovation de l'habitat social).
N'ayant soutenu aucun candidat lors de la primaire citoyenne de 2011, il est désigné comme l'un des quatre porte-parole de François Hollande, candidat socialiste à l’élection présidentielle de 2012. Il prend dès lors de l'ampleur dans les médias, et s'occupe des questions industrielles et du dossier nucléaire, jouant un rôle important dans la poursuite, sans remise en cause, du chantier EPR à Flamanville et du retraitement des déchets nucléaires à l'usine de la Hague,.

### Responsabilités gouvernementales

#### Ministre délégué aux Affaires européennes (2012-2013)

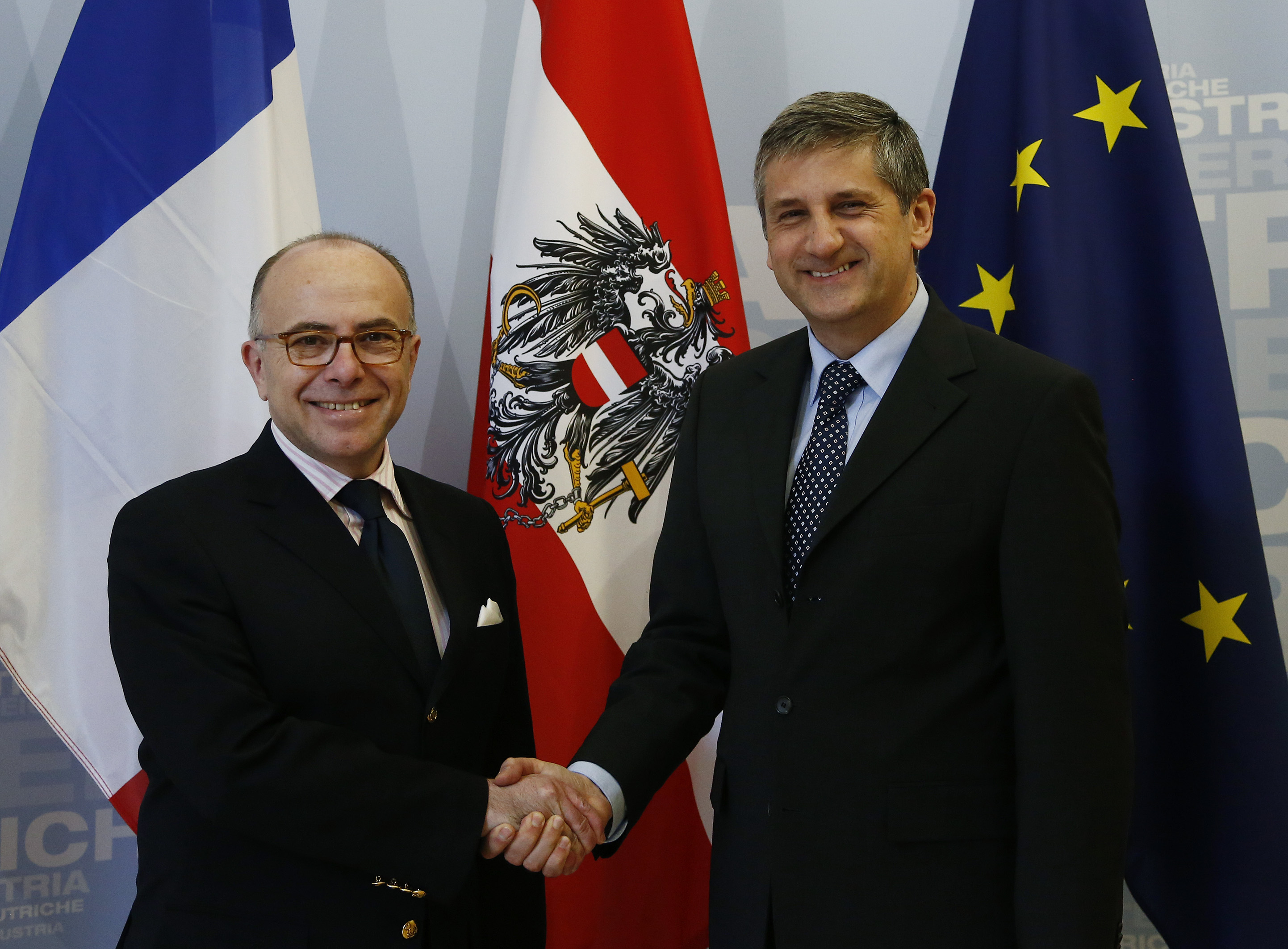
Bernard Cazeneuve et le vice-chancelier autrichien Michael Spindelegger en 2013.

Évoqué parmi les ministrables, notamment pour le portefeuille de la Défense, il est nommé le 16 mai 2012, ministre délégué aux Affaires européennes, auprès de Laurent Fabius. Il est largement réélu député avec 55,39 % au premier tour dans la quatrième circonscription de la Manche lors des élections législatives de 2012, avec sa première adjointe à la mairie de Cherbourg-Octeville, Geneviève Gosselin-Fleury, comme suppléante. Celle-ci le remplace à l'Assemblée nationale à compter du 22 juillet 2012. Il abandonne le 23 juin la tête de la mairie de Cherbourg-Octeville à Jean-Michel Houllegatte et la présidence de la communauté urbaine de Cherbourg au maire de Tourlaville, André Rouxel.
Il a pour tâche de défendre en 2012 le pacte budgétaire européen face aux objections des parlementaires socialistes qu'il reçoit chacun jusqu'à l'adoption à l'Assemblée nationale,.
Durant ses fonctions, en 2012, il est en relations avec la syndicaliste Maureen Kearney, d'Areva, qui lui fait part d'inquiétudes à propos de projets nucléaires avec la Chine,.

#### Ministre délégué au Budget (2013-2014)
Le 19 mars 2013, à la suite de la démission de Jérôme Cahuzac, accusé de fraude fiscale, il est nommé ministre délégué au Budget et remplacé aux Affaires européennes par le ministre délégué à la Formation professionnelle et à l'Apprentissage, Thierry Repentin,.
Il affirme vouloir poursuivre la politique de réduction des déficits publics, afin d'économiser cinq milliards d'euros sur le budget de l'État en 2014. En octobre 2013, il intervient personnellement pour enterrer un amendement étendant le champ de la taxe sur les transactions financières aux opérations de trading à haute fréquence, un des engagements de campagne du candidat François Hollande. Il propose aussi l'amendement relevant la TVA applicable aux activités équestres de 7 à 20 %. Surnommée l'« équitaxe », cette mesure entraîne de vives réactions des professionnels et des amateurs du monde du cheval en France.

#### Ministre de l'Intérieur (2014-2016)
Le 2 avril 2014, il est nommé ministre de l'Intérieur au sein du gouvernement Valls I.
Lors du vote au Sénat du projet de loi contre le terrorisme, le ministre de l'Intérieur a introduit un amendement permettant à l'autorité administrative d'exiger des moteurs de recherche (Google, etc.) qu'ils déréférencent des sites, sans intervention du juge. Le projet de loi prévoyait initialement uniquement la possibilité de demander aux fournisseurs d'accès à Internet le blocage de ces sites. Le Point critique cet amendement qui limite un fondement de la démocratie rappelant que « les libertés fondamentales doivent être limitées par la justice, pas par l'exécutif ». Mediapart estime que l'« apologie du terrorisme » est une notion « floue et malléable »,.
Dans la nuit du 25 au 26 octobre 2014, une importante manifestation contre le barrage de Sivens évolue en affrontements violents entre des activistes et les forces de l'ordre, et un tir de grenade offensive tue Rémi Fraisse, un militant écologiste de 21 ans. Alors que Bernard Cazeneuve réfute avoir donné des consignes de fermeté, les documents d'enquête indiqueraient le contraire selon Mediapart : non seulement la préfecture du Tarn aurait donné aux gendarmes des consignes « d'extrême fermeté », mais ils auraient aussi reçu de la direction nationale l'ordre de procéder à des interpellations. En février 2025, la France est condamnée par la Cour européenne des droits de l'Homme (CEDH) pour son rôle dans ce décès. 
À partir de janvier 2015, Bernard Cazeneuve est confronté à une série d’attentats islamistes qui touchent la France.
En juillet 2015, il propose une réforme sur le droit des étrangers qui est adoptée en janvier 2016. En août 2016, il précise les conditions d'accueil des migrants sans-abri.
Il est chargé de mettre en place l’état d’urgence décrété par le chef du gouvernement le 14 novembre 2015, à la suite des attentats du 13 novembre sur Paris, et prolongé de trois mois au-delà des 12 jours légaux définis par la loi de 1955, soit jusqu’au 26 février 2016. Ces mesures prises dans le cadre de la lutte contre le terrorisme sont condamnées par les experts de l'ONU qui jugent que celles-ci imposent des « restrictions excessives et disproportionnées sur les libertés fondamentales ». Le 28 juin 2019, le tribunal administratif de Melun prononce une première condamnation de l’État pour assignation à résidence infondée, estimant que « le ministre de l’intérieur a entaché l’arrêté […] d’illégalité fautive engageant la responsabilité de l’État ». En juin 2016, il annonce la prolongation de l'autorisation pour les policiers à être armés en permanence, y compris hors service et sur la base du volontariat.

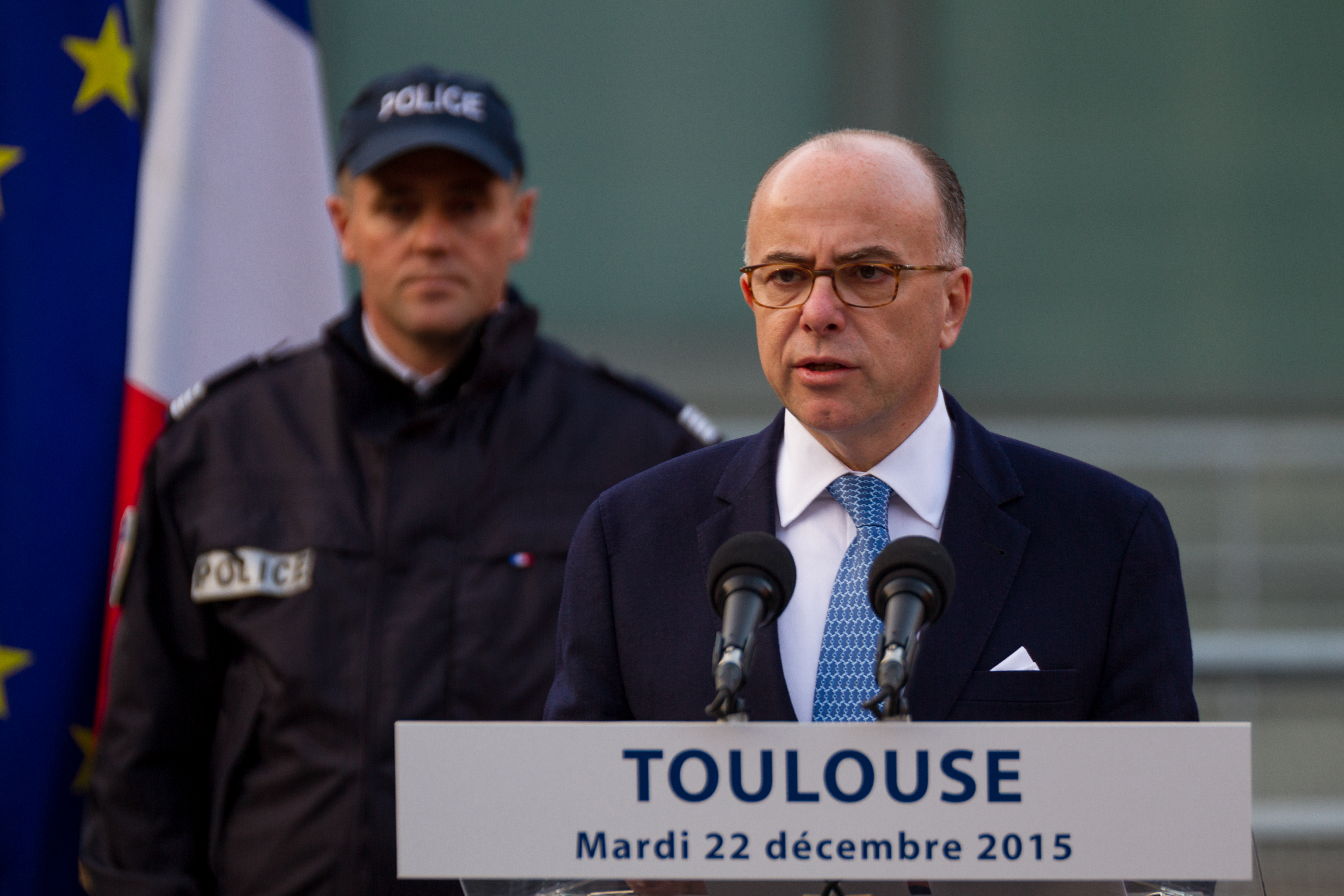
Bernard Cazeneuve en 2015.

À la suite de l'attentat du 14 juillet 2016 à Nice, qui cause la mort de 86 personnes, le ministre de l'Intérieur et sa gestion sont critiqués par des médias, l'opposition et par une policière niçoise,,. Quelques jours après l'attentat, Libération publie une enquête dans laquelle des journalistes affirment que « contrairement à ce qu’a affirmé le ministère de l’Intérieur, l’entrée du périmètre piéton de la promenade des Anglais n’était pas protégée par la police nationale le 14 juillet au soir. ». Après que le ministre a démenti toute faille dans le dispositif de protection, le journal réitère ses critiques, dénonçant « les arrangements avec la réalité, l’absence de transparence et donc de responsabilité des services de l’État ». Le dispositif de sécurité mis en place par le ministère de l'Intérieur est également jugé insuffisant par Christian Estrosi, président de la région PACA. En décembre 2016, Mediapart affirme que le conducteur du camion a pu à onze reprises, le 13 juillet 2016, circuler sur la promenade des Anglais sans être inquiété par la police municipale qui l'avait pourtant filmé à chaque fois,.
Alors que le bilan des attentats islamistes en France entre janvier 2015 et juillet 2016 atteint 250 morts, l'opposition fustige les mauvais résultats des mesures mises en place, qu'elle estime insuffisantes pour empêcher d'autres actes de terrorisme. Bernard Cazeneuve dénonce de son côté l'instrumentalisation du terrorisme à des fins politiciennes.

#### Premier ministre (2016-2017)

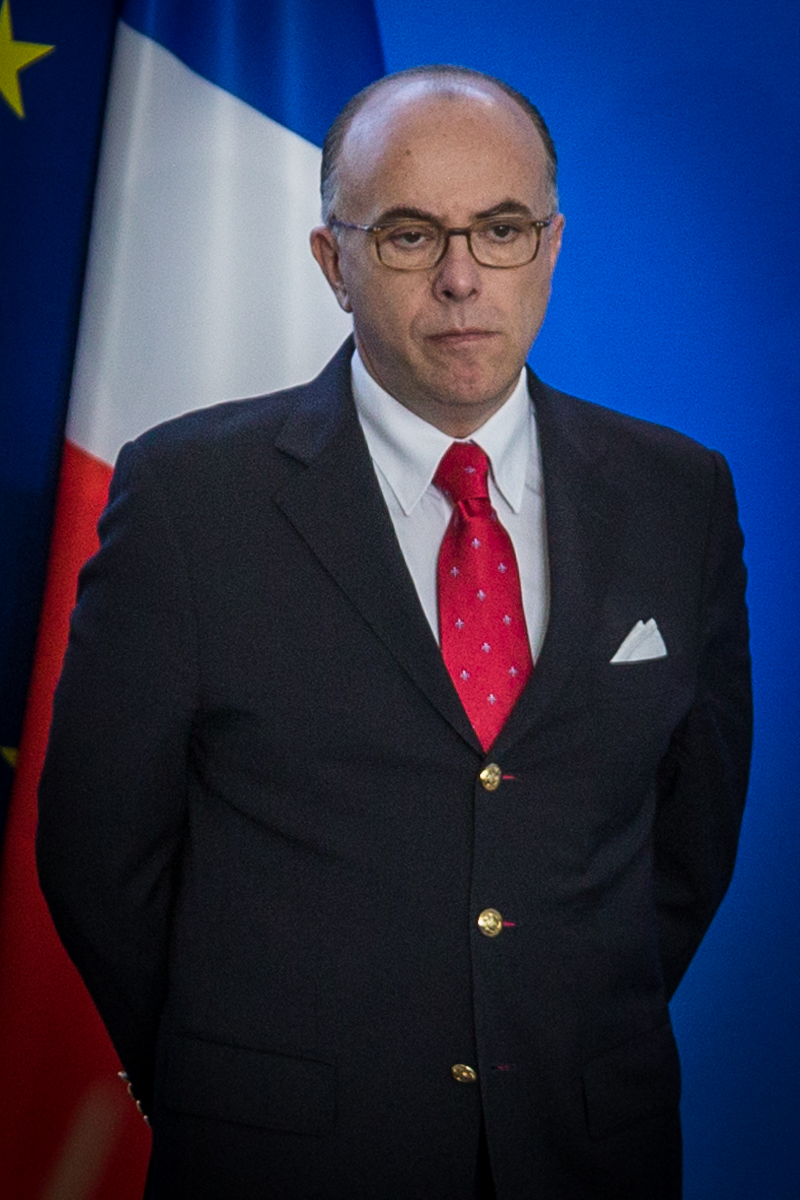
Bernard Cazeneuve à Strasbourg, le 3 mars 2015.

Le 6 décembre 2016, Bernard Cazeneuve est nommé Premier ministre par François Hollande. Il succède à Manuel Valls, à la suite de la démission de ce dernier qui se présente à la primaire citoyenne de 2017. Son séjour à l'hôtel Matignon est à ce moment-là le plus court de la Cinquième République, la formation du gouvernement suivant étant prévue pour mai 2017 après l'investiture du successeur de François Hollande. De ce fait, il bat le record du plus bref passage à Matignon (il s’agissait avant lui d’Édith Cresson). Il est l'une des six personnalités à avoir participé à l'ensemble des gouvernements durant la présidence de François Hollande.
Il est à l'origine de la loi dite « sécurité publique », adoptée en février 2017, qui rend notamment plus flexibles les conditions posées pour ouvrir le feu sur un automobiliste en cas de refus d'obtempérer lors d'un contrôle routier. Une étude publiée par trois chercheurs indique que cinq fois plus de personnes ont été tuées par des tirs policiers visant des véhicules en mouvement entre 2017 et 2023 par comparaison à la période précédente.
En mars 2017, lors du mouvement social en Guyane, il propose de signer un pacte d'avenir pour le département de la Guyane. Il envoie une délégation de ministres dans le département dont la ministre des Outre-mer Ericka Bareigts. Après le refus du Premier ministre d'établir un plan d'urgence de 2,5 milliards d'euros début avril, un accord est finalement signé le 21 avril et le gouvernement Cazeneuve finit par débloquer un milliard d'euros pour financer plusieurs projets.
Le gouvernement démissionne au soir du 10 mai 2017 et expédie les affaires courantes, en attendant la nomination d'un nouveau gouvernement après la prise de fonction du nouveau président de la République, Emmanuel Macron,,. La passation de pouvoir avec son successeur Édouard Philippe intervient le 15 mai 2017.
Il est le Premier ministre ayant eu le plus recours aux ordonnances en rapportant le nombre d’ordonnances au temps passé à Matignon.

### Après Matignon

#### En retrait de la vie politique (2017-2022)

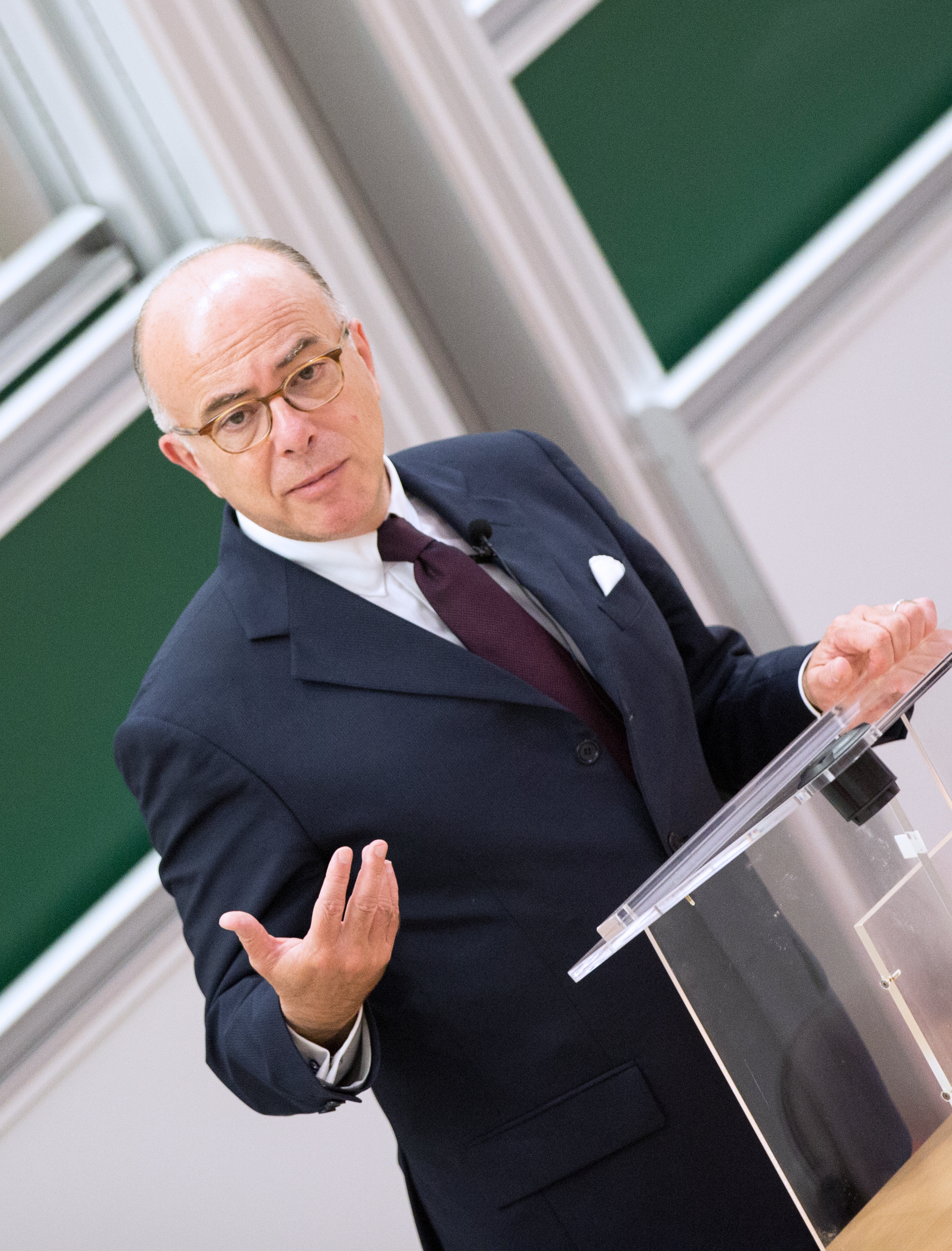
Bernard Cazeneuve donnant une conférence à l’École polytechnique (en 2018).

Un mois après son départ de Matignon, il retrouve automatiquement son mandat de député à l’Assemblée nationale, comme les autres députés nommés au gouvernement. Il conserve son mandat quatre jours, jusqu’à la fin de la XIVe législature, alors que l’Assemblée ne se réunit plus. Lors des élections législatives, ne se représentant pas, il fait campagne pour les candidats du PS,.
Bernard Cazeneuve annonce en juillet 2017 qu'il reprend sa carrière d'avocat en réintégrant le cabinet d'avocats d'affaires August Debouzy à Paris, où il exerce au sein du département « contentieux, arbitrage, pénal des affaires ». Ce cabinet compte parmi ses clients ArcelorMittal, Volkswagen, Microsoft, Orange, Dassault Systèmes, la SNCF et Nike. Selon le journaliste Vincent Jauvert, « jamais, au cours de la Ve République, un Premier ministre n'avait rejoint aussi vite le privé » ; en l'occurrence, « immédiatement après avoir quitté ses fonctions », les négociations d'embauche ayant débuté avant même son départ de Matignon. Il obtient pour cela l'aval de la Haute Autorité pour la transparence de la vie publique (HATVP), qui émet cependant des réserves limitant son champ d'action jusqu'au 15 mai 2020 : il lui est ainsi interdit, entre autres, de « réaliser des prestations, de quelque nature que ce soit, pour l'ensemble des administrations d'État sur lesquelles il avait autorité en tant que Premier ministre », soit « quasiment toutes » selon Vincent Jauvert. Ce dernier souligne par ailleurs que peu avant de quitter Matignon et une semaine après avoir demandé l'autorisation de rejoindre August Debouzy, Bernard Cazeneuve « a cosigné un décret d'application de la loi Sapin 2 sur les lobbies, qui concerne notamment les avocats d'affaires », qui s'est avéré « beaucoup moins rigoureux que les députés socialistes ne l'espéraient » et a fait l'objet de vives critiques de la HATVP pour ses « exigences extrêmement réduites » ; Gilles August, créateur d'August Debouzy, est par ailleurs l'un des fondateurs de l'Association des avocats lobbyistes, et indique sur sa fiche LinkedIn que son cabinet propose des services en matière de lobbying. Bernard Cazeneuve assure ne pas avoir pris part à la rédaction de ce décret qu'il a signé, et assure n'avoir jamais pratiqué de lobbying au sein d'August Debouzy auprès d'une administration ; le cabinet affirme par ailleurs avoir cessé ses activités de lobbying.
Depuis 2018, Bernard Cazeneuve assure un cours aux étudiants en master de la spécialité sécurité et défense de l'école d'affaires publiques de Sciences Po Paris. En 2019, il devient président du conseil d'administration de l’Institut d'études politiques de Bordeaux, où il a été étudiant. En novembre 2020, il est reconduit à la présidence du conseil d'administration de l'Institut d'études politiques de Bordeaux. Cependant, sa réélection ne se fait pas sans heurts : plusieurs élus étudiants et enseignants s'opposent à la candidature de l'ancien Premier ministre, auquel ils reprochent ses propos sur l'islamo-gauchisme à l'université et les controverses entourant les morts de Rémi Fraisse et d'Adama Traoré au cours d'interventions policières lorsqu'il était encore ministre de l'Intérieur.
En 2019 à l'occasion des élections Européennes, il signe une tribune, avec 23 anciens ministres de l'ère Mitterrand, dénonçant les propos de Raphaël Glucksmann sur la complicité de l'Elysée dans le génocide des Tutsis au Rwanda en 1994. Simultanément il participe au meeting de Glucksmann (tête de liste PS-Place publique) à Lyon.
De 2018 à 2023, Bernard Cazeneuve est président du Club des juristes,, un cercle de réflexion réunissant une quarantaine de personnalités du monde des affaires et du droit.

#### Retour actif en politique et La Convention (depuis 2022)
Bernard Cazeneuve est régulièrement présenté à partir de 2018 comme le seul recours possible pour le PS en vue de l’élection présidentielle de 2022. Les médias indiquent en juillet 2019 que François Hollande a renoncé à se présenter pour le soutenir. En septembre de la même année, il annonce un retour à la vie politique et présente un plan pour l'avenir du PS lors des journées parlementaires du parti, organisées à Avignon,. Il est notamment soutenu par le Parti radical de gauche. Lors de la Fête de la rose à Frangy-en-Bresse de septembre 2020, Bernard Cazeneuve annonce finalement qu'il ne sera pas candidat à l'élection présidentielle : « La gauche a besoin d’ambition, elle n’a pas besoin d’ambitieux supplémentaires ». Il précise ensuite que « l’état-major socialiste » ne souhaite pas sa candidature.
Quelques heures après la conclusion de la Nouvelle Union populaire écologique et sociale (NUPES), accord entre notamment le Parti socialiste et La France insoumise en vue des élections législatives de 2022, Bernard Cazeneuve annonce quitter le Parti socialiste après 35 ans d'appartenance, estimant que « les dirigeants du parti ont perdu leur boussole » et que « la défaite n'explique pas tout, ni ne peut tout justifier ». En septembre 2022, avec l'appui de plusieurs centaines de personnes, il est l'auteur d'un manifeste « pour une gauche sociale-démocrate, républicaine, humaniste et écologique » éloignée de ce que serait la NUPES.
Bernard Cazeneuve lance officiellement un mouvement, baptisé La Convention, le 1er février 2023, voulant « rompre avec l'outrance » qu'il attribue à la NUPES. Il est soutenu par une centaine d'élus, dont le président ex-PS du conseil régional Bretagne Loïg Chesnais-Girard, ou encore l'ancien président de la République François Hollande. Son mouvement se réunit le 10 juin à Créteil, en présence de l'ancien chef du Parti social-démocrate d'Allemagne Martin Schulz et de l'ancien chef du Parti démocrate d'Italie Enrico Letta.
En mars 2023, le Parti radical de gauche,,, le Mouvement des citoyens et le Collectif des sociaux-démocrates réformateurs (scission de Territoires de progrès) rejoignent La Convention, de même que l'ancien député socialiste David Habib.
Bernard Cazeneuve participe à une tribune publiée le 25 juin 2024 dans le journal Le Monde, où, dans le contexte de la campagne des élections législatives anticipées, il déclare qu'il ne votera ni pour le Rassemblement national ni pour La France insoumise, renvoyant les deux mouvances politiques dos à dos et considérant qu'il s'agit d'un « enfermement politique entre les deux extrêmes ».
Après le scrutin qui voit le Nouveau Front populaire obtenir la majorité relative, le refus d'Emmanuel Macron d'appeler Lucie Castets - choisie par la gauche pour le poste de Premier ministre - à former un gouvernement donne lieu à un blocage politique. Bernard Cazeneuve est alors régulièrement cité pour retrouver Matignon et il est reçu au palais de l'Élysée le 1er septembre 2024 par le président. Le Nouveau Front populaire accueille fraîchement cette perspective et le Parti socialiste lui-même est divisé sur la question, la voyant comme une tentative de diviser la gauche,.
La direction socialiste refuse finalement de donner un blanc-seing à sa nomination, qui serait « une forme d'anomalie » en raison de son absence de soutien au Nouveau Front populaire selon le premier secrétaire Olivier Faure. Michel Barnier est finalement nommé Premier ministre tandis qu'il est progressivement révélé que Bernard Cazeneuve n'a jamais vraiment été envisagé par Emmanuel Macron, le secrétaire général de l'Élysée Alexis Kohler ayant entamé des discussions pour une alliance avec Les Républicains depuis le mois de juillet,,,,.
En 2025, le mouvement voit le ralliement d'En commun issu de la coalition présidentielle Ensemble puis de la Fédération progressiste, dirigée par François Rebsamen, alors ministre de l'Aménagement du territoire au sein du gouvernement de François Bayrou.

## Détail des mandats et fonctions

### Au gouvernement

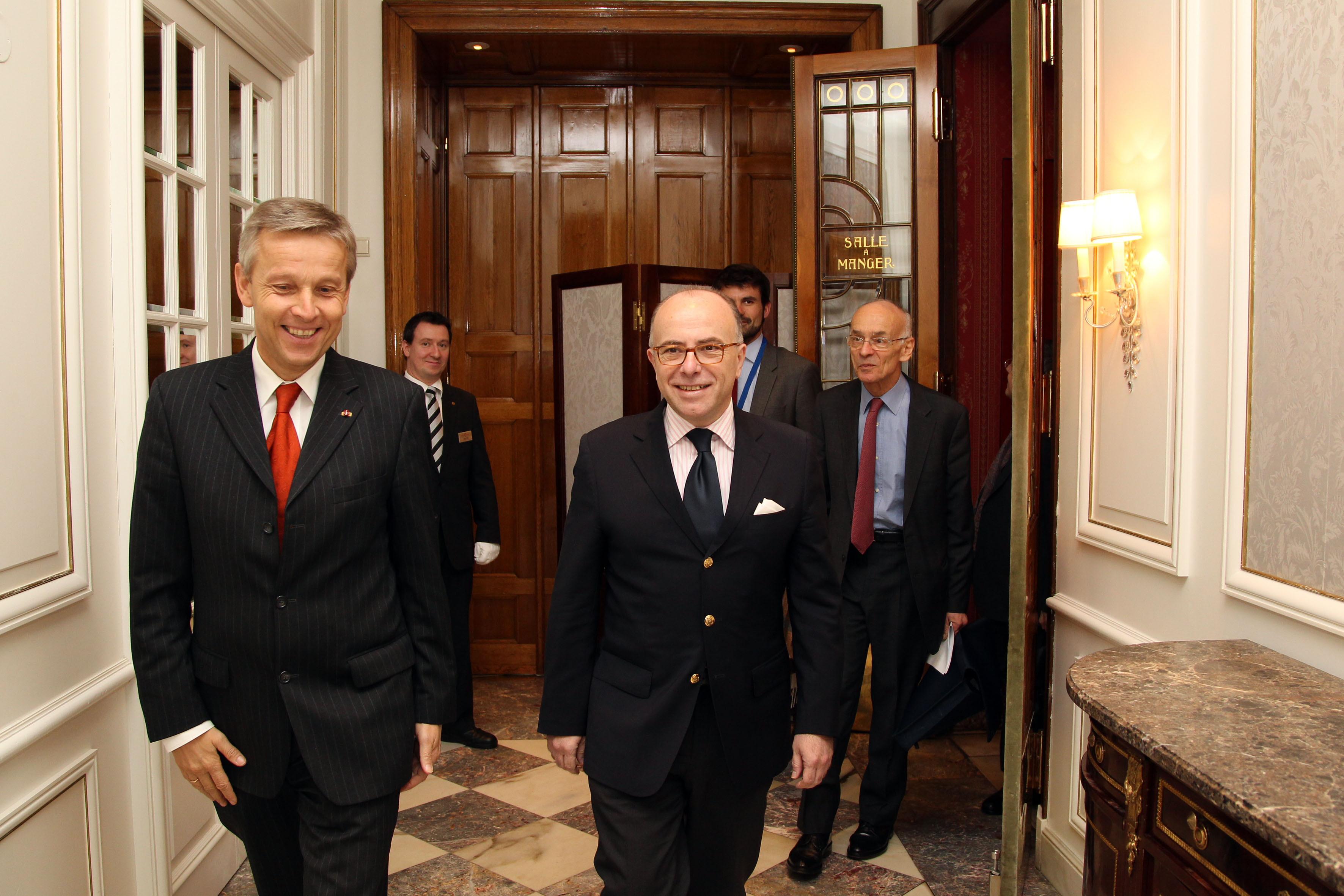
Bernard Cazeneuve avec Reinhold Lopatka, Vienne le 21 février 2013.

- 16 mai 2012 – 19 mars 2013 : ministre délégué aux Affaires européennes
- 19 mars 2013 – 2 avril 2014 : ministre délégué au Budget
- 2 avril 2014 – 6 décembre 2016 : ministre de l'Intérieur
- 6 décembre 2016 – 10 mai 2017 : Premier ministre

### À l’Assemblée nationale
- 12 juin 1997 – 18 juin 2002 : député de la cinquième circonscription de la Manche
- 20 juin 2007 – 16 juin 2012 : député de la cinquième circonscription de la Manche
- 20 juin – 21 juillet 2012 : député de la quatrième circonscription de la Manche
- 16 – 20 juin 2017 : député de la quatrième circonscription de la Manche

### Au niveau local
- 27 mars 1994 – 28 janvier 1998 : conseiller général de la Manche, élu dans le canton de Cherbourg-Sud-Ouest
- 25 juin 1995 – 14 mars 2000 : maire d'Octeville
- 15 mars 2000 – 18 mars 2001 : deuxième adjoint au maire de Cherbourg-Octeville, chargé des affaires portuaires et de l'ancien territoire d'Octeville
- 25 mars 2001 – 23 juin 2012 : maire de Cherbourg-Octeville
- 28 mars 2004 – 1er juillet 2007 : premier vice-président du conseil régional de Basse-Normandie, chargé du développement économique, de la politique maritime et du tourisme
- 1er avril 2004 – 16 mars 2008 : premier vice-président de la communauté urbaine de Cherbourg
- 10 avril 2008 – 23 juin 2012 : président de la communauté urbaine de Cherbourg
- 23 juin 2012 – 23 mars 2014 : conseiller municipal de Cherbourg-Octeville

### Autres
- 25 juin 1997 – 18 juin 2002 : juge titulaire de la Cour de justice de la République et de la Haute Cour de justice
- 2018 – 2023 : président du Club des juristes

## Distinctions

### Décorations
Le 19 novembre 2012, sur proposition de la présidence du conseil des ministres d'Italie, Bernard Cazeneuve est nommé au grade de grand officier de l'ordre du Mérite de la République italienne.
Le 27 janvier 2016, le ministre fédéral allemand Thomas de Maizière remet à Bernard Cazeneuve la croix de grand commandeur de l'ordre du Mérite de la République fédérale d'Allemagne en reconnaissance de « Un Français fier, Européen convaincu et partenaire sincère de notre pays »,.
Le 12 juillet 2017, Bernard Cazeneuve est nommé au grade de commandeur dans l'ordre national de la Légion d'honneur au titre de « ancien Premier ministre, ancien député de la Manche, ancien maire de Cherbourg-Octeville, avocat ; 30 ans de services ».

### Prix
Le 8 novembre 2016 à l'ambassade d'Espagne en France, l'association d’amitié franco-espagnole Diálogo remet son prix de 2016  à Bernard Cazeneuve, en tant que ministre de l’Intérieur,.

## Publications
- Bernard Cazeneuve (préf. Erik Orsenna), Première manche : Chronique politique et littéraire, Cherbourg, Isoète, 1993, 126 p. (ISBN 978-2-905385-49-9).
- Bernard Cazeneuve, La Politique retrouvée, Cherbourg, Isoète, 1994, 118 p. (ISBN 978-2-905385-57-4).
- Bernard Cazeneuve, La Responsabilité du fait des produits en France et en Europe, Paris, Éditions Dunod, coll. « Fonctions de l'entreprise », 2004, 213 p. (ISBN 978-2-10-048354-9).
- Bernard Cazeneuve, Karachi : L'enquête impossible, Paris, Calmann-Lévy, coll. « Documents, Actualités, Société », 2011, 240 p. (ISBN 978-2-7021-4219-6).
- Bernard Cazeneuve, Chaque jour compte, 150 jours à Matignon, Stock, 2017.
- Bernard Cazeneuve, À l'épreuve de la violence : Beauvau 2014-2015, Stock, 2019.
- Bernard Cazeneuve, Le sens de notre Nation : Entretiens avec François Bazin (Biographie Sciences politiques), Stock, coll. « Documents », janvier 2022, 220 p. (ISBN 978-2-234-09297-6)
- Bernard Cazeneuve, Ma vie avec Mauriac, Gallimard, coll. « Ma vie avec », avril 2023, 128 p. (ISBN 9782073010346, présentation en ligne)
- Un chien parmi les loups, Éditions de l'Observatoire, 250 p. (ISBN 9791032933138)